# Rubus asperidens
Rubus asperidens är en rosväxtart som beskrevs av Georges Bouvet. Rubus asperidens ingår i släktet rubusar, och familjen rosväxter. Inga underarter finns listade i Catalogue of Life.